# Gary Carter
Gary Edmund Carter (Culver City, California, 8 de abril de 1954-West Palm Beach, Florida, 16 de febrero de 2012), más conocido como Gary Carter, fue un jugador profesional estadounidense de béisbol que se desempeñó en la posición de cácher en las Grandes Ligas de Béisbol (MLB). Es miembro del Salón de la Fama del Béisbol.

## Carrera
Carter jugó como profesional once temporadas en Montreal Expos (1974-1984), después pasó a New York Mets (1985-1989), luego a San Francisco Giants (1990), posteriormente a Los Angeles Dodgers (1991), y finalmente, regresó a Montreal Expos, donde jugó una temporada (1992), y fue el equipo en el que se retiró.

## Reconocimiento
En 2003, ingresó como miembro al Salón de la Fama del Béisbol.